# Gisella Giovenco
Gisella Giovenco (Ferrara, 30 gennaio 1946) è una pittrice, stilista e pubblicista italiana.

## Biografia

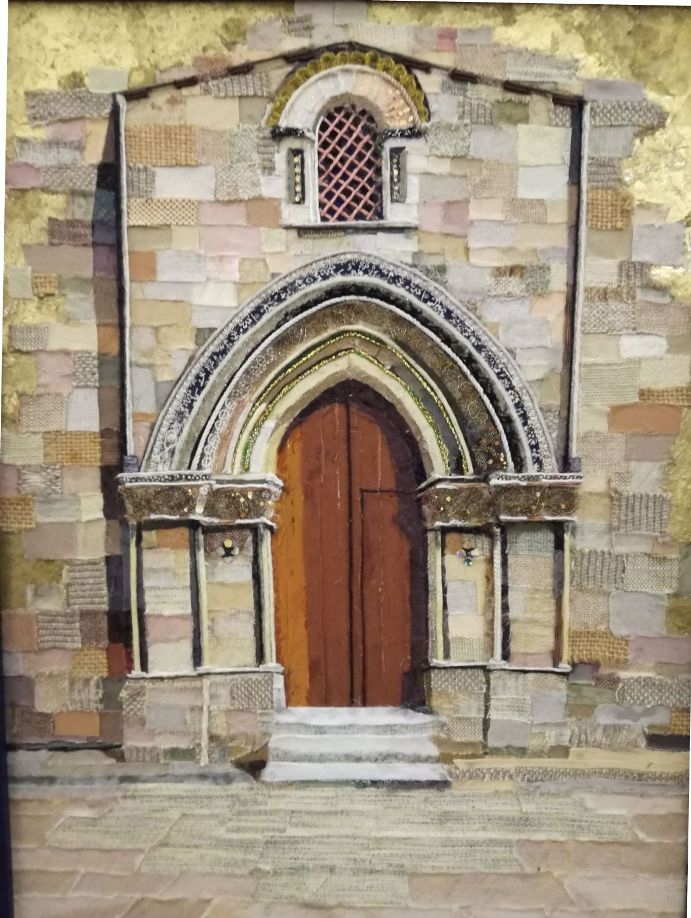
Portale Chiesa di San Tommaso (Alcamo)

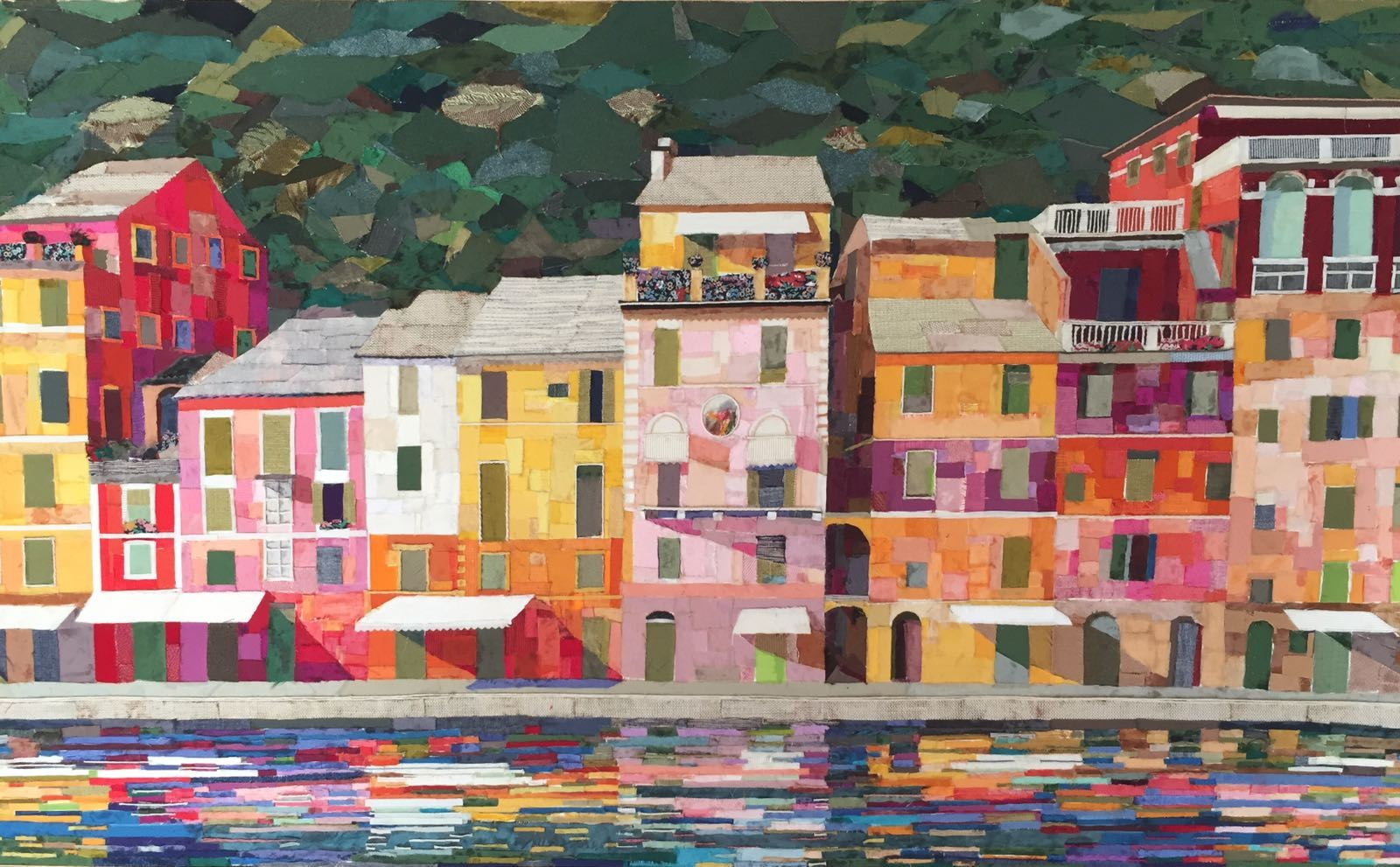
Paesaggio di Portofino

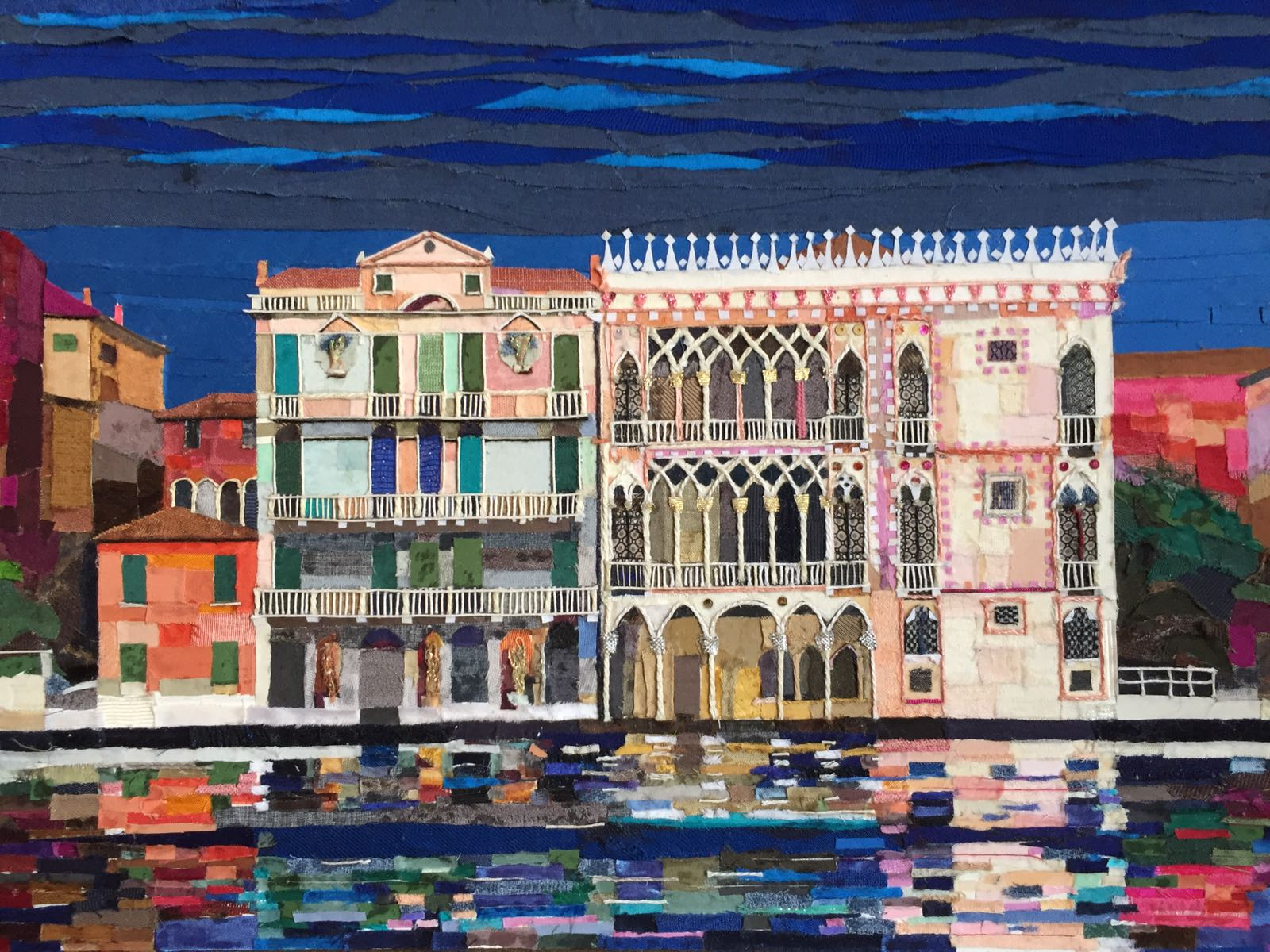
Venezia

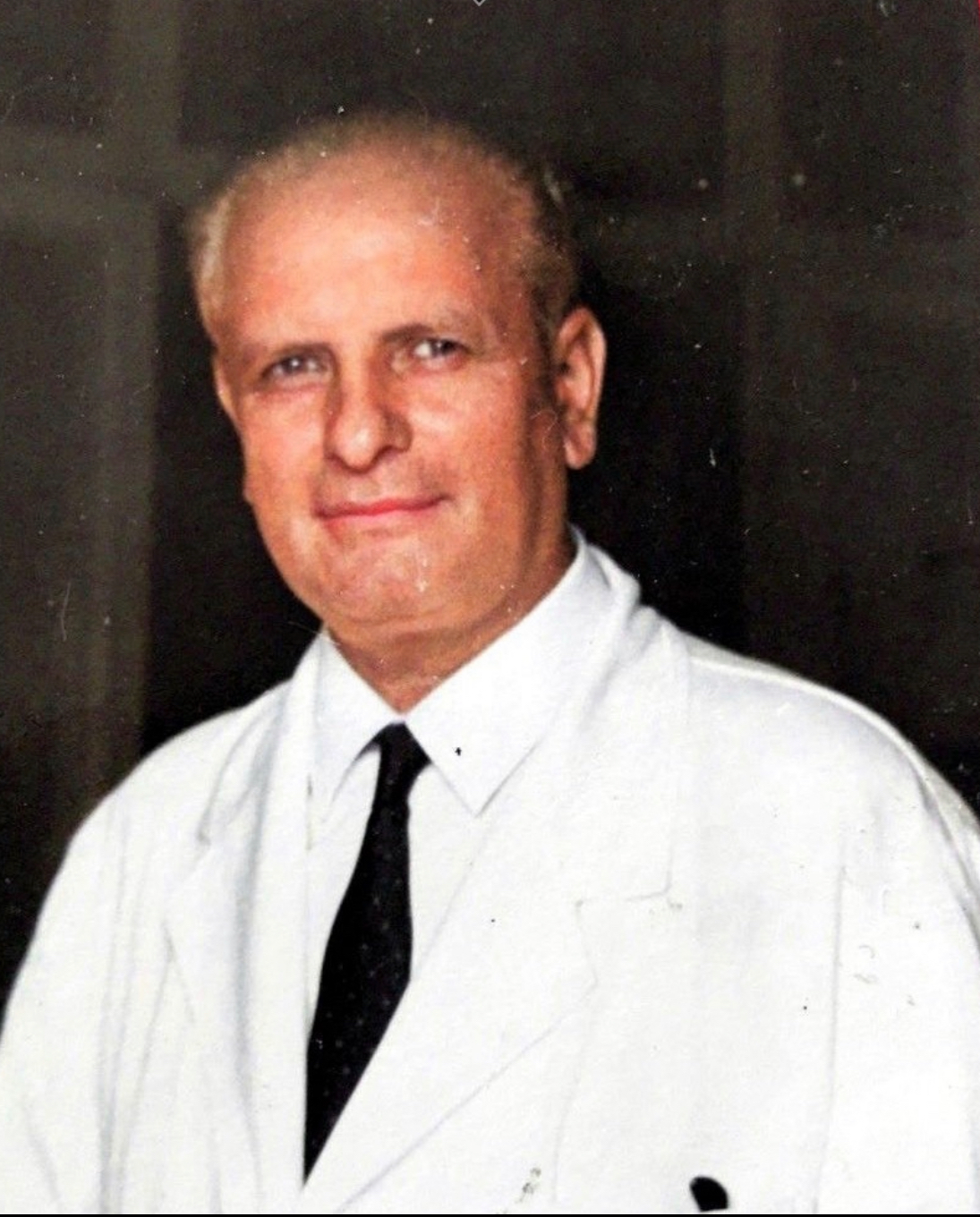
Il padre, Onofrio

Gisella Giovenco è nata a Ferrara nel 1946: il padre, Onofrio, era un medico siciliano di Alcamo mentre la madre, Afra Mariani, era originaria di Ferrara; dal 1948 vive a Bogliasco (Genova); ha frequentato il Liceo Artistico Nicolò Barabino di Genova e ha avuto come suoi docenti i pittori Bassano e Alberto Nobile, e lo scultore Valdieri Pestelli.
Ha iniziato a dipingere nel 1965, partecipando ad estemporanee e collettive in Italia, Francia, Venezuela e Stati Uniti; dal 1968 allestisce quasi unicamente mostre personali a Genova, Milano, Bergamo, Agrigento, Tokio, Osaka, Hiroshima, Hakata.
Nel 1979 appare sul Catalogo “Bolaffi”, e nel 1980 conosce il compositore Tito Fontana che aveva in mente di musicare dei paesaggi in pittura;
nasce così nel 1981 la Mostra spettacolo «Suoni e colori» alla Galleria Cortina di Milano, dove per ogni suo quadro, Tito Fontana compone un brano: ogni dipinto con la sua colonna sonora, musica e luce sincronizzati sull'opera nella galleria al buio: pittura e musica per raccontare le stesse emozioni.
Realizza per lo “Studio 7” e la DIRE varie copertine di LP di jazz e collabora nella realizzazione dei brani che Fontana compone per musicare le poesie di Papa Giovanni Paolo II, che dopo il concerto di Sarah Vaughan tenutosi a Düsseldorf, diventeranno un LP.
Negli anni '90, vittima della sindrome della stanchezza cronica, dopo avere superato la prima fase della malattia ma non ancora in perfetta forma fisica, può dedicarsi solo alla pittura, ma poiché in casa ci sono un cane e un gatto e le tele ad olio, appoggiate ovunque, si asciugano molto lentamente, per evitare inconvenienti immaginabili, inventa una nuova tecnica personale che utilizza i ritagli delle sete rimaste dalla creazione di alcune sue collezioni di abbigliamento.
Così sono nate quelle che Vittorio Sgarbi, nella sua presentazione del volume “Omaggio alla Cristianita’”, definirà ”tarsie di stoffa”: un lavoro molto minuzioso alla ricerca, fra migliaia di rimasugli da ritagliare nella forma desiderata e con la giusta tonalità; le caratteristiche distintive della seta danno la possibilità di ottenere sulla tela delle sfumature, variegature e riflessi cromatici davvero originali e unici nel loro genere.
A Portofino collauda con successo i primi quadri realizzati con la sua tecnica, e nel 2000 ne espone una trentina allo Spazio San Carpoforo di Milano.
Originali sono sia i soggetti rappresentati da Gisella Giovenco, le facciate delle chiese, come pure la loro realizzazione: un mosaico su un fondo dipinto in maniera uniforme, impreziosito da frammenti di seta luccicanti che mettono in risalto la preziosità dei capitelli e dei decori, e che producono un effetto cromatico eccezionale, molto realistico ma allo stesso tempo differente dalla fotografia.
La Giovenco sceglie, come fonte d'ispirazione, i soggetti e le immagini provenienti dalla Tradizione Sacra e dalla Cristianità, che considera autentici capolavori e valori inestimabili del patrimonio culturale italiano, allo scopo di valorizzarli, rendendoli protagonisti assoluti delle sue creazioni. Secondo l’artista, solo se si è consapevoli dell’importanza della propria cultura, si possono rispettare e comprendere le altre.
Nel 2005 nella Chiesa parrocchiale di Bogliasco, con la collaborazione della Confraternita di Santa Chiara e il patrocinio del Comune di Bogliasco, l'artista ha esposto una quarantina di suoi quadri (sia ad olio sia a tarsie), destinando il ricavato dalla vendita degli stessi ad una iniziativa culturale che stava a cuore di molti concittadini: il restauro della facciata dell'antico Oratorio di Santa Chiara; da qui il titolo della mostra 40 chiese per Santa Chiara.
Nel 2009 ha raccolto in un libro, intitolato Omaggio alla Cristianità, parte delle 150 facciate delle chiese già "dipinte": la presentazione è di Vittorio Sgarbi, mentre la prefazione è scritta dal cardinale Angelo Bagnasco.
Nel 2011 dipinge, con la tecnica del Trompe-l'œil, tre pareti del salone della Chiesa parrocchiale di Bogliasco e, con la stessa tecnica, le quattro vele del soffitto della veranda di Villa Crovetto (residenza per anziani) nella frazione di San Bernardo nel 2012.
Ultimamente, nel mese di dicembre 2017, la Giovenco ha deciso di donare sette opere ad Alcamo, città che diede i natali a suo padre: il dottor Onofrio Giovenco, pediatra, che ha esercitato la sua professione in Liguria, raggiungendo la notorietà per le scoperte scientifiche, che vennero pubblicate anche su riviste internazionali, e per la sua lunga battaglia a favore del reintegro del panfilo Elettra che apparteneva a Guglielmo Marconi.

### Stilista
Nel 1983 crea delle collezioni di pelletteria maschile e disegna borse da donna, e negli anni 1991 e 1992 produce alcune collezioni di moda femminile.
Collabora nell’atelier di Sergio Soldano per la gestione del marchio, avvicinandosi al mondo dei profumi: dopo tre anni, ne nasce un brevetto per la realizzazione nei negozi di profumi personalizzati al momento della vendita nei negozi, al quale doveva fare seguito una linea di cosmesi pure personalizzata; purtroppo la commercializzazione viene all'improvviso bloccata a causa dalla malattia che l'ha colpito: sindrome della stanchezza cronica.

### Attività pubblicistica
Nel 1979 ha conosciuto Renzo Cortina, il famoso gallerista e libraio di Milano che le affida la conduzione in diretta del “L’angolo del libro” ad Antennatre. Fra la trentina di suoi ospiti ricorda Gina Lagorio, Nantas Salvalaggio, Giulio Bedeschi, Carlo Castellaneta, Alberto Lattuada, Romano Battaglia, Alberto Bertuzzi, Alberto Bevilacqua, Renato Pozzetto, Luciano Sechi e Paolo Mosca.
Comincia quindi a lavorare per Il Giornale Nuovo degli anni “80 nei pubbliredazionali per la moda. Oltre ad Indro Montanelli conosce Gianni Granzotto, Cesare Biazzi Vergani, Marcello Staglieno che la fanno sentire in famiglia. Collabora anche con la redazione di Genova.
Nel 1987 scrive una serie di interviste a personaggi famosi intitolata “Com'erano da piccoli” - Infanzia e adolescenza di persone conosciute - Paolo Villaggio, Ornella Vanoni, Giorgio Soavi, Arnaldo Pomodoro, Gino Paoli, Ottavio Missoni, Bruno Lauzi, Ugo Gregoretti, Mino Damato, Walter Chiari, Carlo Castellaneta, Gianni Baget Bozzo, Enzo Biagi, Alberto Bertuzzi, Pippo Baudo, Enrico Baj. Diventerà un libro pubblicato da Rebellato nel ‘93.
Nell'aprile 1994 ha preso parte alla trasmissione televisiva Maurizio Costanzo Show, dove ha presentato il suo libro.

### Esposizioni
- 1967: “Galleria Guidi” di Genova: 48 opere tra oli e sculture in legno, creta e gesso.
- 1967: Collettiva nella galleria “Chiesa di S. Romano” a Ferrara.
- 1969: Galleria “Il Cigno” in via Manzoni a Milano (presentata da Mario Lepore).
- 1972: “Galleria Guidi” di Genova.
- 1973: invitata a partecipare con dieci opere alla mostra, a cura dell’Istituto Italiano di Cultura di Tokio, che tocca le città di Tokio, Osaka, Hiroshima, Hakata.
- 1976: Palazzo Comunale di Sperlonga;
- 1976: 1º Premio “Foemina” a Genova;
- 1976: invitata dal Circolo Sannitico, al Palazzo della Prefettura di Campobasso;
- 1976: “Galleria Tasso” a Bergamo (mostra personale).
- 1977: collettiva al Palazzo Comunale di Sperlonga;
- 1979: con “Les artists d’Italie” a Parigi;
- 1979: personale alla Galleria “La Polena” a Forte dei Marmi;
- 1979: 10 opere alla Galleria “Eastern Star” di Agrigento;
- 1979: 10 opere nelle sale borboniche del Palazzo Bonaiuto a Caltagirone.
- 1979: Galleria “La Polena” di Forte dei Marmi.
- 1980: Rossana Bewik allestisce per lei una mostra in Canada, a Montréal.
- 1981: Galleria Cortina di Milano,Suoni e colori in collaborazione con Tito Fontana

A Portofino collauda con successo i primi quadri realizzati con la sua nuova tecnica.
- 2000: Spazio San Carpoforo a Milano, espone una trentina di opere create con le tarsie di seta
- 2012: Biennale Torinese, estensione della 54ª Biennale di Venezia curata dal Prof. Vittorio Sgarbi, Sala Nervi di Torino. Vi espone la sua prestigiosa opera dedicata al Papa Giovanni Paolo II (Papa Wojtyla), realizzata interamente in pregiate tarsie di seta.[8]
- 2012: Intarsi d’arte, presso “Milano Art Gallery Spazio Culturale” a Milano[5]

### Pubblicazioni
- Com'erano da piccoli - infanzia e adolescenza di persone conosciute; San Donà di Piave: Rebellato Ed., 1993
- Suoni e Colori, ed.Direarte, Milano, 1981.

Edizione particolare di abbinamento fra musica e pittura; trio italiano jazz con Sante Palumbo e Tito Fontana al pianoforte e Luigi Tognoli al sax tenore.
Il disegno di copertina è di Gisella Giovenco; la copertina è apribile e contiene all'interno 16 disegni della Giovenco fotografati da Franco Bottino e l'elenco dei brani, ciascuno corrispondente ad un dipinto dell'artista.
- Omaggio alla Cristianità; presentazione di Vittorio Sgarbi e la prefazione del Card. Angelo Bagnasco; ed. IL CITTADINO